# Gropello Cairoli
Gropello Cairoli é uma comuna italiana da região da Lombardia, província de Pavia, com cerca de 4.096 habitantes. Estende-se por uma área de 26 km², tendo uma densidade populacional de 158 hab/km². Faz fronteira com Dorno, Garlasco, Villanova d'Ardenghi, Zerbolò, Zinasco.

## Demografia
| Variação demográfica do município entre 1861 e 2011                               |
|                                                                                   |
| Fonte: Istituto Nazionale di Statistica (ISTAT) - Elaboração gráfica da Wikipedia |